# Wychódźc

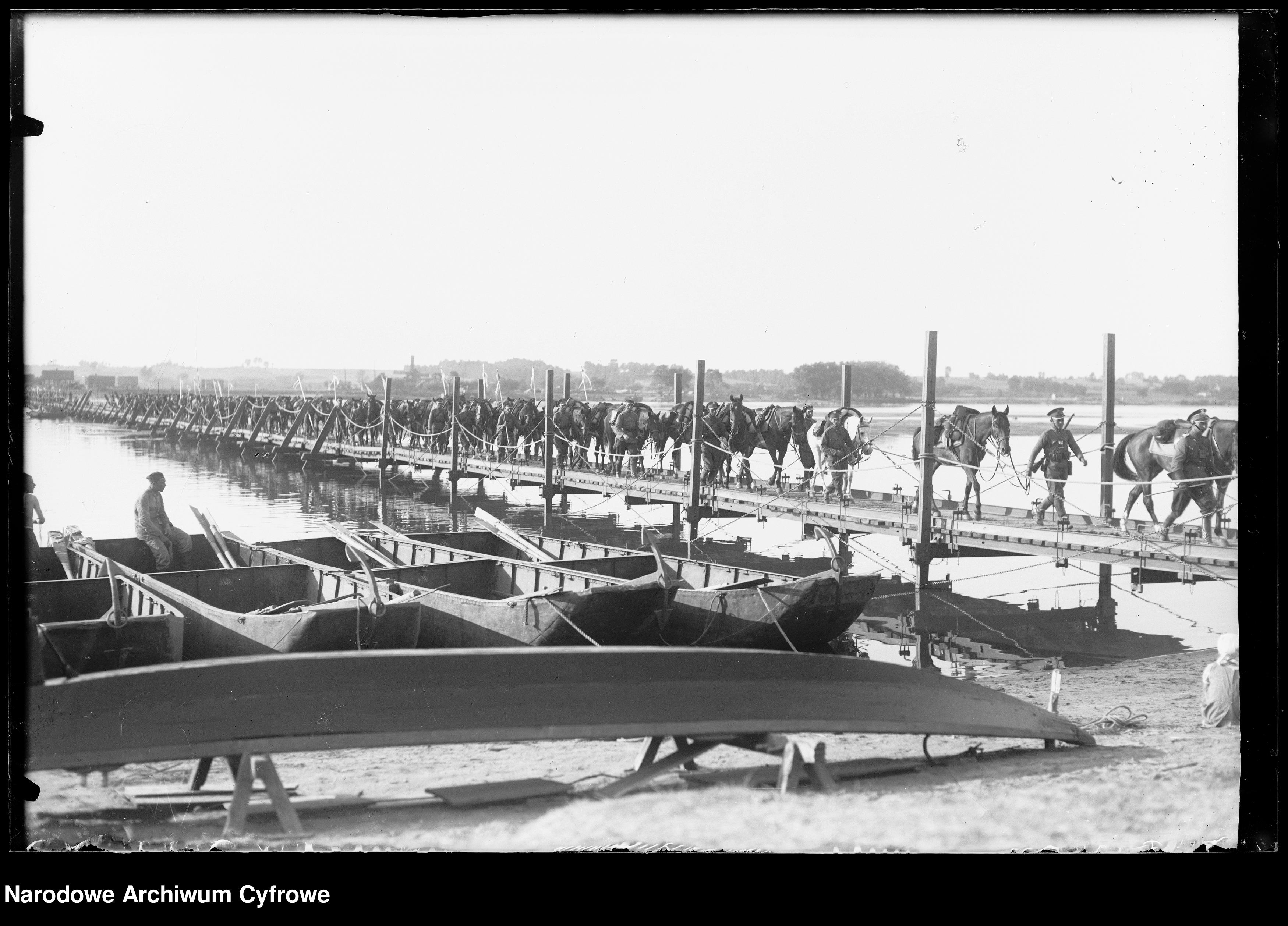
Manewry 1 Pułku Strzelców Konnych – pobyt w Wychodziu.

Wychódźc – wieś sołecka w Polsce położona w województwie mazowieckim, w powiecie płońskim, w gminie Czerwińsk nad Wisłą. W czasie II wojny światowej był tutaj most na Wiśle, wysadzony przez wycofujące się wojska niemieckie.
Prywatna wieś szlachecka Wychudz położona była w drugiej połowie XVI wieku w powiecie zakroczymskim ziemi zakroczymskiej województwa mazowieckiego. Do 1954 roku istniała gmina Wychódźc. W latach 1975–1998 miejscowość administracyjnie należała do województwa płockiego. W latach 70. na zlecenie wojska wybudowano na obydwu brzegach rzeki przyczółki mostowe, do których prowadzi droga wojewódzka nr 575, odpowiednio wzmocniona podkładem z płyt betonowych, aby poruszały się po niej transportery i czołgi. Ostatni raz saperzy z Kazunia przeprawiali się w Wychódźcu promem, żeby przewieźć z Wychódźca do Secymina kardynała Józefa Glempa, który przybył, by konsekrować świątynię w Nowinach.
W Wychódźcu urodził się powstaniec warszawski Antoni Januszewski i Leonard Biernat. 